# Kvastpiggsvin
Kvastpiggsvin (Atherurus) är ett släkte i familjen jordpiggsvin med två arter som förekommer i Afrika och Asien.

## Utseende
Kvastpiggsvin är långsmala med korta ben. Kroppen är på ovansidan och delvis även på undersidan täckt av taggar. Vid huvudet, extremiteterna och på buken är taggarna mjukare. Taggarna täcker även främre delen av svansen. Svansens mellersta del är täckt av fjäll och i änden finns en tofs av borstlika hår som givit släktet dess namn. Taggarna på ryggen är grå- till svartbruna och håren mellan taggarna har vita spetsar. Håren på buken är vitaktiga. Adulta individer når en kroppslängd (huvud och bål) på 36,5-57 cm, en svanslängd på 10-26 cm och en vikt på 1,5-4,0 kg. Tårna är kloförsedda och delvis sammanlänkade med hud.

## Systematik och utbredning
- Atherurus macrourus förekommer från södra Kina till Malackahalvön och andra delar av det sydostasiatiska fastlandet samt på några mindre öar i närheten, till exempel Hainan.[1]
- Atherurus africanus förekommer i Afrika från Gambia till Kenya och södra Kongo-Kinshasa.[1]

## Ekologi
Kvastpiggsvinens habitat utgörs av skogar i lågland och bergstrakter, upp till 3 000 meters höjd. Den är nattaktiv och vilar på dagen i olika gömställen, till exempel mellan rötter, i bergssprickor, i håligheter vid branta flodstränder eller i termitstackar. Den gräver sällan själv men fodrar håligheten med växtdelar. Kvastpiggsvin vistas främst på marken, har bra sim- och klättringsförmåga och kan hoppa upp till en meter i höjdled.
Dessa gnagare livnär sig huvudsakligen av gröna växtdelar samt av bark, rötter och frukter som kompletteras med insekter och as.
Åtminstone den afrikanska arten bildar små flockar med upp till åtta individer som delar revir och bo. Gruppen består av ett föräldrapar och ungar från olika kullar. Territoriets gränser markeras med avföring. Den asiatiska arten uppvisar troligen samma beteende.
Honor kan para sig upp till tre gånger per år. Någon särskild parningstid är inte känd. Efter dräktigheten, som varar 100 till 110 dagar, föder honan vanligen ett ungdjur, i sällsynta fall så många som fyra. De väl utvecklade ungarna öppnar sina ögon några timmar efter födelsen. De börjar tidigast efter två veckor inta fast föda, men honan slutar först efter två månader med digivning. Den äldsta kända individen i fångenskap blev nästan 23 år gammal.

## Status och hot
IUCN listar båda arter som livskraftiga (LC).